# 把秃孛罗
把秃孛罗（？—？），15世纪蒙古汗国瓦剌部首领。蒙古文献未记载此人，一说是克埒古特人，一说是辉特部人，即托忒文资料中所记载的“塔崩部孛罕”。
15世纪初，瓦剌为马哈木（巴图拉）、太平、把秃孛罗三人分别率领。1409年，明成祖封马哈木为顺宁王、太平为贤义王、把秃孛罗为安乐王，加金紫光禄大夫。向明朝朝贡不断，多次和马哈木协作与东蒙古阿鲁台、本雅失里作战。1425年，派遣儿子亦剌思向明朝进贡马匹。宣德年间，部众渐渐被马哈木的儿子脱懽兼并。1446年十一月，脱懽之子也先上奏明英宗，说之前赐给其祖的驼钮金印，因为与把秃孛罗仇杀而失去。
他有一弟，即史书上记载的平章昂克，他的部落被吞并後先后臣服于也先和孛来。